# Барсов, Николай Матвеевич
Николай Матвеевич Барсов (1859—?) — русский военный  деятель, полковник  (1916). Герой Первой мировой войны.

## Биография
В 1879 году  после окончания Вяземской гимназии вступил в службу. В 1880 году после окончания Алексеевского военного училища  произведён прапорщики и выпущен в 71-й резервный батальон. В 1881 году произведён в подпоручики и переведён в 191-й Дрогичинский пехотный резервный  полк. В 1885 году произведён в поручики,  в 1891 году  в штабс-капитаны, в  1900 году в капитаны, ротный командир 3-го Варшавского крепостного пехотного полка.
С 1909 года подполковник, командир батальона Смоленского 25-го пехотного полка. С 1914 года участник Первой мировой войны, в составе своего батальона, был ранен. В 1916 году произведён в полковники, штаб-офицер Смоленского 25-го пехотного полка. 15 апреля 1916 года в бою у высоты Фердинандов Нос был ранен и остался на поле сражения где был взят в германский плен.
Высочайшим приказом от 2 июля 1915 года за храбрость награждён Георгиевским оружием :
25-го пехотного Смоленского генерала Раевского полка подполковника Николая Барсова, за то, что в бою 15-го — 16-го апреля 1915 года, на фронт Серафин-Давия, обороняя важный боевой участок с частью больше батальона и находясь в боевой линии войск, отбил все многочисленные атаки значительно превосходного противника и не уступил своей позиции

## Награды
- Орден Святого Станислава 3-й степени с мечами и бантом (1909; Мечи и бант — ВП 15.01.1917[2])
- Орден Святой Анны 3-й степени с мечами и бантом (ВП 05.02.1913; Мечи к ордену ВП — 1915)
- Орден Святого Станислава 2-й степени с мечами (ВП 07.01.1915)
- Орден Святой Анны 2-й степени с мечами (ВП 07.01.1915)
- Орден Святого Владимира 4-й степени с мечами и бантом (ВП 1915)
- Георгиевское оружие (ВП 2.07.1915)
- Высочайшее благоволение (ВП 13.07.1916)